# Espada bastarda

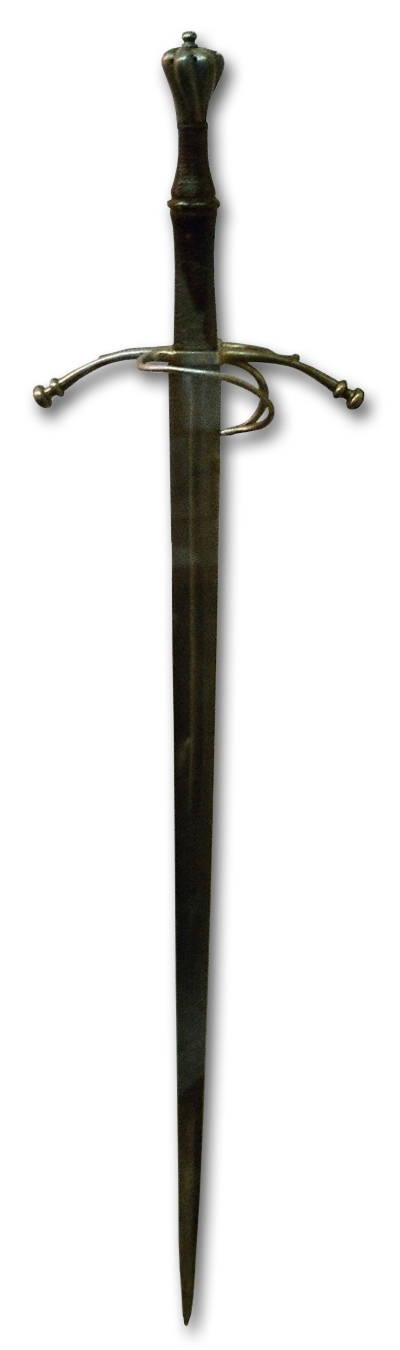
Espada bastarda del.

La espada bastarda, o espada de mano y media, nombre genérico que se utiliza para denominar muchas variedades de espadas europeas de hoja larga y recta, que pueden ser blandidas a una o a dos manos (ambas en la empuñadura o solo una en ella). La espada bastarda no era un tipo específico de espada, sino un arma desarrollada a partir de las espadas a una mano, que apareció en prácticamente toda Europa occidental a finales del siglo XIII y que siguió en uso hasta bien entrado el siglo XVI. Es esencialmente una espada normal cuya empuñadura modificada para asirse con dos manos acabó popularizándose hasta el punto de que 9 de cada 10 espadas fabricadas en la época tenían la empuñadura así. [cita requerida] Pero el hecho de que las espadas de esa época comenzaran a ganar longitud influyó en el razonamiento de que eran espadas a medio camino entre las alto medievales de empuñadura corta y los grandes espadones. Además, su hoja tendería poco a poco a fabricarse más fina y estilizada, usando la misma masa casi que su predecesora, pues no es más que una espada medieval mejor preparada para la esgrima y los mandoblazos.

## Etimología
Espada bastarda es un término empleado en lugar de espada de mano y media o espada larga. En francés, por el contrario, hacía referencia a las espadas que tenían la empuñadura de mano y media, pero no está claro si por estar entre la empuñadura de a una o a dos manos, o porque quienes la utilizaron lo hicieron cuando (y por el uso de las armaduras de punta en blanco) los plebeyos y mercenarios, e incluso los nobles, desdeñaron los blasones y la heráldica por no portar ya escudos que no protegían más que sus armaduras. Por ello la aristocracia francesa empleó el término bastardo o bastarda para referencias a las armas y gentes del final de su gloriosa caballería feudal.[cita requerida]
En inglés también se toma el término del francés, pero la forma preferida en este idioma es "Hand and a half sword" (espada de mano y media). Según el historiador Oakshott, las empuñaduras eran la característica principal de estas armas, no su tamaño total, lo que implica que fue más una moda debido al estilo de esgrima -se prefería no utilizar escudo- de esa época.

## Aclaraciones del uso de las armas de mano y media
Las espadas bastardas eran armas de mano y media que se usaban tanto con una mano como con las dos. Por tanto, las espadas bastardas consideradas grandes corresponderían a las longsword por su tamaño aunque no serían realmente una longsword de fin del medievo y principios del Renacimiento porque tenían características únicas que las diferenciaban de éstas; las longsword eran usadas a dos mano (el término “mano y media” es empleado para armas cuyo estilo y uso obligaban a emplear ambas manos de diversas maneras —pocas veces se usaban con una mano, en cuyo caso se hablaba de “soltar la espada”).

## Características
Una espada bastarda, en cuanto a su peso, está bien equipada para moverse con velocidad, pero aun siendo lo suficientemente fuerte como para desmontar a un jinete, permitiendo un manejo y una gran velocidad. Al mismo tiempo, su longitud y peso la vuelven tan efectiva como un mandoble a la hora de romper formaciones de piqueros (que era el propósito original de los espadones).
Recibe su nombre por ser una hibridación de las dos espadas completamente distintas, las espadas mandobles y las cortas.
La versatilidad de esta espada, que podía ser empleada como una maza, como una lanza y como un hacha, logró que fuera ampliamente utilizada hasta el Renacimiento, cuando el uso de las armas de fuego desplazó a las espadas de los campos de batalla a las calles, surgiendo una nueva arma pensada específicamente con este fin, la rapier o espada ropera.
La técnica empleada constaba de posiciones básicas como el gato, la dama, el rey y caballero, entre otras, además de ataques con el pomo y la guarda.